# Ocha
Ocha (rusky Оха) je město v Sachalinské oblasti v Ruské federaci. Při sčítání lidu v roce 2010 měla přibližně třiadvacet tisíc obyvatel.

## Poloha a doprava
Ocha je nejsevernějším městem na Sachalinu a leží blízko jeho východního pobřeží, tedy blízko Ochotského moře. Od Južno-Sachalinsku, správního střediska oblasti ležícího naopak blízko jižního konce ostrova, je vzdálena přibližně 850 kilometrů. Silnice z Južno-Sachalinsku zde končí a dál na sever vedou jen menší cesty. Až do konce roku 2006 vedla do Ochy úzkorozchodná dráha z Noglik; od té doby je mimo provoz.

## Dějiny
Osídlení zde začíná v roce 1880 s nalezením ropy, ovšem seznam obydlených míst na Sachalinu z roku 1900 ještě Ochu neuvádí.
Od roku 1938 je Ocha městem.

## Významní rodáci
- Olga Kaminerová (*1966), německá spisovatelka ruského původu
- Jevgenija Alexandrovna Kravcovová (*1982), biatlonistka